# Tunisia ai Giochi della XVIII Olimpiade
La Tunisia partecipò ai Giochi della XVIII Olimpiade, svoltisi a Tokyo dal 10 al 24 ottobre 1964, con una delegazione di nove atleti impegnati in tre discipline: atletica leggera, judo e pugilato.
Alla seconda partecipazione ai Giochi, per la squadra tunisina arrivarono le prime medaglie olimpiche: un argento conquistato da Mohamed Gammoudi nei 10000 metri e un bronzo vinto dal pugile Habib Galhia.

## Medagliere

### Per discipline
| Sport            | Oro | Argento | Bronzo | Totale |
| ---------------- | --- | ------- | ------ | ------ |
| Atletica leggera | 0   | 1       | 0      | 1      |
| Pugilato         | 0   | 0       | 1      | 1      |
| Totale           | 0   | 1       | 1      | 2      |

### Medaglie
| Medaglia | Atleta           | Sport            | Evento            |
| -------- | ---------------- | ---------------- | ----------------- |
| Argento  | Mohamed Gammoudi | Atletica leggera | 10000 metri piani |
| Bronzo   | Habib Galhia     | Pugilato         | Pesi superleggeri |